# Self-Denying Ordinance
Self-denying Ordinance, na história da Inglaterra, é uma lei apresentada ao Parlamento por Henry Vane, o Jovem. A intenção era impedir que os membros do próprio parlamento ocupassem posições de liderança no Exércio ou na Marinha durante a guerra civil inglesa.
A Câmara dos Comuns aprovou-o em 19 de dezembro de 1644, e a Câmara dos Lordes, em 3 de abril de 1645.